# B咖戰警
《B咖戰警》（英語：The Other Guys）是一部2010年英美合拍的警察搭檔動作喜劇片，由亞當·麥凱執導並與克里斯·亨奇編劇，威爾·法洛和馬克·華伯格領銜主演，其他演員包括伊娃·曼德絲、米高·基頓、史提夫·庫甘、雷·史蒂文森、山繆·傑克森和巨石強森。故事講述兩名格格不入的紐約市警探抓住機會挺身而出，以像眾人崇拜的英雄警探般受歡迎，但事情的發展卻出乎意料。
本片為法洛與麥凱的第四次合作，也是首次非由兩人合作編劇的電影。《B咖戰警》2010年8月6日在美國上映，獲得影評界肯定，全球票房收入達1.7億美元。

## 劇情
紐約市警察局（NYPD）警探艾倫·蓋柏是溫文爾雅的法務會計師，搭檔泰瑞·海茲則性格火爆但自從誤傷德瑞克·基特後與搭檔被同事們瞧不起，尤其是警探同事馬汀和福斯。他們所在轄區的每個人都崇拜的自負警探丹森與海史密斯一次在追捕珠寶大盜時身亡，轄區內的所有人都想接替他們的位置，包括艾倫和泰瑞以及馬汀和福斯。
艾倫和泰瑞調查了英國億萬富翁大衛·爾尚爵士違建鷹架的行為，但最終揭露了爾尚為彌補其客戶倫道全球（Lendl Global）蒙受的損失而策劃的一個更大的陰謀。倫道CEO潘蜜拉·柏德曼僱傭了一支由羅傑·衛斯理領導的僱傭兵團隊，以確保爾尚償還她債務。艾倫和泰瑞經過一番波折後，從艾倫前女友娜得到紀錄爾尚語音的手機。之後泰瑞試圖與女友法蘭辛重歸舊好，但失敗收場。
在調查過程中，艾倫和泰瑞四處碰壁，艾倫還透露了自己大學時當「皮條客」的過往以及陰暗性格。當艾倫的妻子席拉告知自己懷孕時，艾倫恢復了陰暗的性格，這導致妻子把他趕了出去；同樣因女人問題所擾的艾倫和泰瑞到酒吧狂歡。爾尚的律師唐·比曼得知爾尚的計劃後被衛斯理灌醉，然後裝成是跳樓自殺；艾倫和泰瑞被長官金恩·莫奇警監下令停止調查，派泰瑞去指揮交通，讓艾倫去市區巡邏。
艾倫仍然獨自處理此案，當得知丹森和海史密斯在調查衛斯理闖入隔壁一家會計師事務所的預謀珠寶搶案時，找到了可靠的證據，泰瑞不情願答應加入。莫奇承認自己一直在拖住此案，爾尚與高層的良好關係可能會令自己丟飯碗，但最後允許兩人私下查案。他們前往爾尚正在舉行的投資會議，並意識到爾尚尋求的320億美元實際上來自NYPD退休基金。與衛斯理等人交火後，他們和爾尚一起逃到他的私人公寓，爾尚告訴他們養老基金的錢已在他的賬戶裡，隨時可以轉賬。當晚，艾倫和泰瑞終於與各自的愛人和解。
第二天早上，他們開車去銀行阻止轉賬，避開韋斯利的團隊、爾尚欠錢的車臣和奈及利亞「投資者」勢力，艾倫和泰瑞還被誣陷成發瘋警察。到達銀行後，要行員停止轉帳，但與衛斯理對峙；衛斯理開槍打傷了艾倫、泰瑞和爾尚。莫奇終於帶著後援趕來，解救了他們，並以貪污罪逮捕了爾尚，並以多項謀殺罪逮捕了衛斯理。爾尚的被捕導致股市崩盤以及隨後對倫道全球的聯邦救助。
泰瑞與法蘭辛結婚，艾倫與妻子團聚，搭檔倆也恢復職位。根據旁白的總結，真正的英雄是那些努力有所作為的平凡人，而非那些出現在報紙或電視上的人。

## 演員
- 威爾·法洛飾演艾倫·「蓋特」·蓋柏警探（Detective Allen "Gator" Gamble）
- 馬克·華伯格飾演泰瑞·海茲警探（Detective Terry Hoitz）
- 伊娃·曼德絲飾演席拉·雷莫絲·蓋柏醫生（Dr. Sheila Ramos Gamble）
- 米高·基頓飾演金恩·莫奇警監（Captain Gene Mauch）
- 史提夫·庫甘飾演大衛·爾尚爵士（Sir David Ershon）
- 雷·史蒂文森飾演羅傑·衛斯理（Roger Wesley）
- 山繆·傑克森飾演P·K·海史密斯警探（Detective P.K. Highsmith）
- 巨石強森飾演克里斯多福·丹森警探（Detective Christopher Danson）
- 琳賽·史羅納（英语：Lindsay Sloane）飾演法蘭辛（Francine）
- 娜塔莉·姿雅（英语：Natalie Zea）飾演克麗絲娜（Christinith）
- 羅伯·里戈爾飾演伊凡·馬汀警探（Detective Evan Martin）
- 小戴蒙·韋恩斯飾演福斯警探（Detective Fosse）
- 維奧拉·哈里斯（英语：Viola Harris）飾演雷莫絲媽媽（Mama Ramos）
- 羅伯·許伯爾飾演沃茲警官（Officer Watts）
- 布雷特·吉尔曼飾演海爾（Hal）
- 鮑比·坎納瓦爾飾演吉米（Jimmy）
- 安迪·巴克利（英语：Andy Buckley）飾演唐·比曼（Don Beaman）
- 本·施瓦茨飾演比曼的助理
- 扎克·伍茲飾演道格拉斯（Douglas）
- 克里斯·格薩德（英语：Chris Gethard）飾演辦事員
- 柔伊·利斯特-瓊斯（英语：Zoe Lister-Jones）飾演心理治療師
- 邁克爾·迪蘭尼（Michael Delaney）飾演鮑勃·利特福德（Bob Littleford）
- 泰絲·卡特（Tess Kartel）飾演巴西女人

客串
- 安·海契飾演潘蜜拉·柏德曼（Pamela Boardman，未掛名）
- Ice-T飾演旁白（未掛名）
- 霍拉提奧·桑斯（英语：Horatio Sanz）飾演畫廊老闆
- 托馬斯·米德蒂奇飾演畫廊出席者
- 德瑞克·基特飾演他自己
- 波姬·小丝飾演她自己
- 蘿西·培瑞茲飾演她自己
- 崔西·摩根飾演他自己
- 比利·剛恩飾演基普·詹姆斯（Kip James，未掛名）
- 洛德·道格飾演BG·詹姆斯（BG James，未掛名）
- 約瑟夫·薩默爾（英语：Josef Sommer）飾演地方檢察官拉德福（District Attorney Radford）
- 亞當·麥凱飾演髒麥克（Dirty Mike）

## 外部連結
- 官方网站
- 互联网电影数据库（IMDb）上《B咖戰警》的资料（英文）
- AllMovie上《B咖戰警》的资料（英文）